# 中華救助總會
中華救助總會，原名中國大陸災胞救濟總會，簡稱救總，成立於1950年4月4日，為當時中華民國總統蔣中正以「以胞愛發揚民族精神，以救濟團結反共力量」為宗旨，反共復國理念下的一個組織。其業務受中華民國內政部監督指導並接受中華民國政府委託，以人道主義為出發點，專門辦理救濟中國大陸流亡人士之救濟活動，包括募款、空飄、接運及安置因中國共產黨暴政而流落海外的大陸人士等。救總在第二次世界大戰後50年間相當活躍。
總會於1991年更名為中國災胞救助總會，2000年起改為現名。
2021年6月，行政院不當黨產處理委員會認定中華救助總會為中國國民黨附隨組織，旗下不動產須全部移轉國有，救總不服提起行政訴訟、聲請停止執行，上訴至最高行政法院後被裁定敗訴。

## 成立宗旨與目的
1950年4月4日，中國大陸災胞救濟總會成立，簡稱「救總」，以「以胞愛發揚民族精神，以救濟團結反共力量」為宗旨。救總在性質上屬於民間團體，但實際上長期受中華民國政府掌控，其業務受內政部監督指導並接受政府委託，以人道主義為出發點專門辦理救濟中國大陸流亡人士之救濟活動，包括募款、空飄、接運及安置因共產暴政而流落海外的大陸人士等。其經費來源主要有三：一為向國內外勸募；二為接受國際授款（如美援）；三為政府補助。救總成立之目的除了有社會救助的性質之外，還帶有政治宣傳（對中國大陸進行空投政治文宣），並解決國共對峙期間所衍生出的流亡人士問題；所以救總並不是單純之民間團體，而是具有濃厚官方性質的半民間社團。

## 主要工作內容
救總最初的工作內容為：
- 救濟從中國大陸逃抵香港難胞。
- 接運從中國大陸流亡海外各地難胞（包括泰緬等地的孤軍及其後裔）來台安置。
- 救助中國大陸流亡海外難胞。
- 資助中國大陸流亡青年求學，設置各項助學金。
- 救濟金門馬祖戰地災民[2]。除此之外，救總的業務可以說是包羅萬象，包括安置韓戰中國大陸戰俘（後稱為反共義士）、協助大陳義胞赴台定居、協助北越僑胞撤離、安置五月逃亡潮之中國大陸難民、實施泰北難民村救助計畫、救助中南半島流亡難民等重大工作。協助與救濟各地中國難民，是救總最主要的工作。除此之外，還有安置難民的任務，安置的地方除台灣外，還包括香港、越南、泰北等等，尤其在台灣的安置工作，後續還有難胞子弟之就養、就業、就醫、就養、生活輔助等。救總還設立如台北兒童福利中心、職業訓練所、五指山老人安養設施等，[3]都是因應安置所做的相關設施。
- 協助幫忙中國大陸籍配偶適應問題。

### 空投
救總第一次空投在1950年5月8日，用七萬斤上等蓬萊米分裝成三千五百袋，每袋二十斤、以兩層麻布包裝，每袋均印有「大陸災胞挨饑餓，台灣同胞送米來」、「救濟米」、「中國大陸災胞救濟總會贈」等。除此之外，還附帶蔣介石總統文告與救總告大陸同胞書等政治文宣。空投的區域廣大，包含江蘇省、浙江省、福建省、廣東省、江西省、湖南省、湖北省等地，幾乎包含華中和華南地區。空投次日，還在機場舉行中外記者招待會，說明空投的理想和目的。　

### 空飄
1961年起，救總試用各型汽球夾帶各式物資與文宣，由外島、沿海地區及航經台灣海峽之中華民國海軍軍艦，以空飄方式將物品送至大陆人民。其發送物品包含众多，計有衣服、營養口糧、收音機、手錶、盥洗包、文具、急救藥品等。使用空飄的原因可能是受限於經費與安全問題：用飛機空投每趟均需大量的油費，加上1960年代中國人民解放軍空軍已明顯成長，冒然飛至大陆領空可能會因挑釁而被擊落，所以才選擇用空飄的方式進行。

## 現況
目前兩岸開放交流逐漸熱絡，救總開始轉型，從名稱改成中華救助總會，就可看出歷史轉折的變化，現在救總主要的服務內容共分為
- 災害救助：針對世界各地受到大型天災人禍進行海外救助。
- 大陸配偶：輔導與協助大陸配偶，使其能適應台灣的生活環境，融入台灣社會。
- 社區關懷：關懷獨居老人與成立高山青教助獎助金。
- 弱勢救助：關懷花東地區原住民在學青年學習成長、獨居老人救助服務。
- 關懷泰北：持續對泰北華人進行援助。[6]
- 關懷泰緬僑生：持續對泰緬僑生給予獎助學金的支持。

救總從過去針對大陸人民流亡來台或流亡海外的救助，其觸角開始慢慢走向對台灣的關懷，不論是獨居老人或原住民青年，都展現出不一樣的救總，從過去以政府政策為導向的單位，變成一個較單純的社會救助團體。

## 歷任理事長
- 谷正綱（1950-1989）（最初任駐會常務理事，後來改任理事長）（1950年組織成立時名為中國大陸災胞救濟總會）
- 梁永章（1990-1996）（1991年更名為中國災胞救助總會）
- 郭哲（1996-2004）（2000年更名為中華救助總會）
- 葛雨琴（2004-2012）
- 張正中（2012-現在）[7]